# رجینالد بارلو
رجینالد بارلو (انگلیسی: Reginald Barlow; ۱۷ ژوئن ۱۸۶۶ – ۶ ژوئیهٔ ۱۹۴۳) یک هنرپیشه کارآزمودهٔ تئاتر و سینما و نیز نویسنده و کارگردان اهل ایالات متحده آمریکا بود.
وی در سال ۱۸۹۹ به «هنگ پیاده‌نظام سلطنتی کانادا» پیوست تا به آفریقای جنوبی رفته و در جنگ بوئر دوم شرکت کند. او همچنین به نیروی زمینی ایالات متحده آمریکا ملحق شد و در جنگ آمریکا و اسپانیا در جریان جنگ جهانی اول شرکت داشت و سرانجام در ۱۹۲۳ به درجهٔ سرهنگی رسید.

## فیلم‌شناسی
از فیلم‌ها یا برنامه‌های تلویزیونی که وی در آن نقش داشته‌است می‌توان به چرندیات اشاره کرد.